# タイムクライシスシリーズ
タイムクライシスシリーズ (Time Crisis Series)とは、バンダイナムコグループ（コンシューマ版はバンダイナムコエンターテインメント、アーケード版はバンダイナムコアミューズメント）から業務用ならびに家庭用で発売されているガンシューティングゲームのシリーズ。

## 概要
1996年に旧・ナムコがアーケード用として発売したガンシューティングゲームである『タイムクライシス』が初作。本体のペダルを操作することで、「物陰や障害物に隠れて、敵の攻撃を避ける」という要素を採り入れ、以降シリーズ化された。
通称は『タイクラシリーズ』、『タイムシリーズ』、ないしはタイトルの頭文字を取った『TCシリーズ』など。
シリーズには時事問題が盛り込まれていて、ディレクターの薩川隆史曰く、『2（1998年）』では『通信衛星が多く打ち上げられるなかで軍事衛星が紛れ込む可能性』、『3（2003年）』では『民族紛争と兵器流出』、『4（2006年）』では『アメリカが苦境に陥る可能性』を夫々のテーマとして、ストーリーが練られたという。
アーケード版の修理サポートは、部品調達難に伴い、『タイムクライシス』〜『タイムクライシス3』は2017年10月に、『タイムクライシス4』も2018年6月にそれぞれ終了している。

## シリーズ略歴
現在、全8作が登場している。
- 1996年 - 『タイムクライシス』アーケード版稼動開始。
- 1997年 - PS用ソフトとして家庭用ゲーム移植版が発売。2002年にはPS2用オムニバスソフト『ガンバリコレクション プラス タイムクライシス』の収録作品の1つとして移植・リリースされた。
- 1998年 - 『タイムクライシス2』アーケード版稼動開始。2001年にPS2用ソフトとして家庭用ゲーム移植版がリリースされた。
- 1999年 - 『クライシスゾーン』アーケード版稼動開始。

『～2』の要素を取り入れたシリーズ外伝的作品。2004年に海外でPS2用ソフトとして家庭用ゲーム移植版がリリースされたが、日本では未発売。
- 2001年 - PS用ソフト『タイムクライシス プロジェクトタイタン』発売。シリーズ初の家庭用オリジナル作品。シリーズ全体のストーリー的には『1』と『2』間のエピソードにあたる。
- 2003年 - 『タイムクライシス3』アーケード版稼動開始。同年11月にはPS2用ソフトとして家庭用ゲーム機版がリリースされた。
- 2004年 - 初代をベースにしたアドベンチャーゲーム、「タイムクライシス デッドライン」が携帯用のゲームとして配信。
- 2006年6月 - 『タイムクライシス4』アーケード版稼動開始。
- 2007年12月20日 - PS3用ソフトとして、家庭用ゲーム機版がリリースされた。
- 2009年3月 - 『レイジングストーム』アーケード版稼動開始。
- 2010年9月15日 - iPhone及びiPod touch用ソフトとして『タイムクライシス セカンドストライク』がリリース。シリーズ全体のストーリー的には『4』と『5』間のエピソードにあたる。
- 2010年10月21日 - PS3用ソフト『ビッグスリー ガンシューティング』発売。シリーズ番外編だった『レイジングストーム』が『タイムクライシス レイジングストーム』と改題して『タイムクライシス4(アーケード版)』、『デッドストームパイレーツ』と共に収録され、正式にタイムクライシスシリーズに加えられる。
- 2015年3月 - 『タイムクライシス5』アーケード版稼働開始。
- 2014年10月20日 - バンダイナムコゲームスの業者向けアミューズメント機新商品商談会で発表された[5]。

また、開発中止作品としてTPSタイプのXbox向けにフランスのDarkworksとナムコ・アメリカの共同制作で2003年に開発していた『Time Crisis Adventure』があったが、2004年にナムコが取りやめたため開発が中止された。なお、開発を行っていたDarkworksは開発中止後に『タイムクライシス』のフランチャイズ要素がない、PS2とXboxの『Cold Fear』（日本未発売）というホラーゲームとして内容を変更して開発している。

## ゲームシステム
本シリーズの特徴は、本体（プレイヤーの足元）に設置されたペダルを操作して、防御と攻撃を切り替えるところにある。通常はプレイヤーキャラクターは遮蔽物に隠れている状態であり、ペダルを踏んだ時に遮蔽物から飛び出して敵へ攻撃するというシステムになっている。遮蔽物に隠れている間はダメージを受けない。隠れると同時に武器のリロード操作も行われる。
隠れている間はダメージを受けないため、持ち時間が設定されている。『初代』では持ち時間が無くなるとゲームオーバー、『2』以降では各シーンごとに制限時間が設けられ、時間切れになると1ダメージのペナルティが与えられる。また、ダメージを受けると制限時間がリセットされる。
『2』までは基本的にはプレイヤーキャラクターの武器はハンドガンであり、特定の敵と戦うときに特殊な武器（マシンガンなど）に変更されるが、『3』からは、最初からハンドガン、マシンガン、ショットガン、グレネードランチャーが装備されており、隠れている間にコントローラーのトリガーを引くことで武器の切り替えができるようになっている。なお、ハンドガン以外の武器には弾数制限が付いており、弾丸がなくなると使用できなくなるが、特定の敵を撃つことで補給される。
また、他のガンシューティングゲームと異なり、撃ってはいけないものを撃ってしまった場合でもプレイヤーへのペナルティは軽い物で、『1』ではミスショットをする対象がそもそも存在しない。『2』以降では相方など、ミスショットの対象となるキャラクターが存在し、誤射した場合ペナルティとして減点されてしまうが、『3』家庭用ステージおよび『レイジングストーム』を除き、ゲーム進行に直接影響するペナルティは発生しない。

## タイムクライシスシリーズの主な登場キャラクター

### VSSE
外伝作品を除く、タイムクライシスシリーズの主人公が所属する組織。全世界の問題に対してスパイ（諜報員）/エージェント（工作員）を送り込み、これを解決に導く、EU（欧州連合）直属の国際特殊諜報機関である。「V.S.S.E.」と表記されることもある。
「Vital Situation, Swift Elimination（致命的状況を迅速排除する機関）」の頭文字をとったもの（英語版「VSSE」も参照）。
所属するエージェント達は、EU諸国を含む全世界の警察や軍の特殊部隊出身者が多く、平時にはそれぞれの職業に就いており、有事になればVSSEに呼び出され任務に就く。中にはスカウトされる者もいる。
エージェント達はそれぞれ神話上の生物を象ったコードネームが割り当てられているが、ゲーム中では上層部・同行者から本名で呼ばれている。
『2』以降のエージェントは、トレードカラーとして1P側が赤、2P側が青基調の衣装を必ず着用している。
リチャード・ミラー／Richard Miller
声（CDドラマ）： 岩田光央
『1』及び『PT』の主人公。『2』や『4』の移植版にも登場。
普段から無口で的確な判断を行い、数多の事件を解決してきた。黒い髪に黒いジャケットを着用している。アメリカ人と目されるが詳細不明。
『PT』では、セラノ大統領暗殺容疑を掛けられ、真犯人を見つけ出して潔白を証明するために行動し、生存していたセラノ大統領から無実を証明された後は、黒幕であるワイルド・ドッグが推し進めるプロジェクトタイタンを阻止する。
VSSEが行うクライシスミッションにも関わっており、『2』ではクライシスミッション最終日の相手として、キースの前に立ちはだかったり、『4』でも新人VSSEエージェントを監視し、最終日にワイルド・ドッグに変装して襲い掛かった。
キース・マーティン／Keith Martin
声（日本語／英語）：石川英郎／チャールズ・グラバー（『5』）
『2』1P側及びクライシスミッションの主人公。金色の髪のイギリス人。27歳。
SAS（英国陸軍特殊空挺部隊）出身で、爆発物取り扱いに長けている。
表の職業は映画の特殊効果担当スタッフで、暗号名（コードネーム）はケルブ（Cherub）。基本的に拳銃を片手で構える。
『5』では、ステージ4のボスとして登場。左目に眼帯をし、左腕も義手になっている。また、ルーク達と同じく瞬間移動の能力を身につけている。
VSSE内では、キースが金のためにVSSEの情報を外部に流しているという噂があるが、実際はロバートに濡れ衣を着せられただけだった。
ルーク達との戦いでは、拳銃のほか手裏剣や刀で攻撃するも敗れ、直後に真相を明かし、彼らを殺そうとしたロバートの投げナイフを打ち落としている。以降は本性を現したロバートに代わり2人と最後まで行動を共にする。
ロバート・バクスター／Robert Baxter
声（日本語／英語）：稲田徹／スコット・マカロック（『2』）、Stuart-O（『5』）
『2』の2P側主人公。黒髪のアメリカ人。29歳。
Navy SEALs（アメリカ海軍特殊部隊）出身。あらゆる乗り物の操縦技能を持っている。
表の職業は通学バスのドライバーで、暗号名（コードネーム）はグリフォン（Griffon）。基本的に銃器は『2』では両手、『5』では片手で構える。
『5』では、ミッションリーダー兼若手指導役として、ルークとマークのサポートを務める。多くのミッションをこなしたベテランであった。
実は『5』の事件の黒幕であり、最終ボスでもある。『5』の事件の3年前、『世界をリセットする』という名目のもと、極秘で開発された薬品を奪うために偽装ミッションを仕組んだ。そして、その薬品を積んだミサイルをニューヨークに向け発射しようと目論む。その真意は具体的に語らないものの、薬品の正体が痛覚や恐怖を遮断し人間性すらも失わせるものであり、それらを開発したVSSEを「偽善者達」と唾棄していることから組織に対する失望感がうかがえる。戦いではロボットに乗り込みミサイルやレーザー砲で攻撃してくる。
戦いに敗れるとミサイルを発射しようとするが、キャサリンの捨て身の攻撃でミサイルは破壊され計画は失敗。2人とキースを殺そうとするが、弾丸をすべて撃ち落とされ力尽きた後、海に落下した。
クリスティー・ライアン／Christy Ryan（ヒロイン）
『2』のヒロインであるVSSE特殊諜報員。アメリカ人。24歳。わずか17歳でハーバード大学を卒業する秀才。
核兵器搭載軍事衛星の発射を目論むNDI（ネオダイン・インダストリー）社に潜入していたが、その事がNDI社に発覚。逃亡するも、情報をVSSE本部に報告していたところを同社私設軍部隊に拉致されてしまう。
ゲーム後半で、NDI社会長アーネスト・ディアズの『盾』にされ、キースとロバートに追い詰められたディアスによりロケット発射台に突き落とされそうになるが、ロバートに引き上げられ救助される。
その後、NDI社の1人乗りボートで脱出。キースとロバートと合流し､最終的にはVSSEが派遣したタンデムローターにより引き上げられる。
『5』ではVSSEの内部監査官となり、キースとは恋仲であったが、『5』の3か月前にVSSE内部の裏切り者を調査していたところを、裏切り者（ロバート）によって殺された事がキースの口から明かされている。
アラン・ダナウェイ／Alan Dunaway
『3』の1P側主人公。VSSE所属4年目の新米だが、腕は確実。大胆かつ前向きで、どんな絶望的な状況に陥っても諦める事はない。
時折、作戦行動中に不謹慎なジョークを飛ばすこともあるが、それは彼なりに周囲へ配慮しているためで、『どんな困難な任務でも絶対にこなす』という彼の自信を表しているといえるかもしれない。
基本的に拳銃は両手で構える。
ウェズリー・ランバート／Wesley Lambert
『3』の2P側主人公。アランと同期で、よく仕事を共にする。
実は工学博士の肩書きを持つなかなかの秀才。常に冷静・沈着に行動し、落ち着いた判断で任務を攻略する。それ故に冷たい人間と思われがちだが大の動物好きで、家では3匹の猫と1匹の犬、1羽のオウムを飼っている。
アランとは違い、拳銃は片手で構えることが多い。
ジョルジョ・ブルーノ／Giorgio Bruno
声（日本語／英語）：三浦祥朗／デヴィッド・ヴィンセント
『4』の1P側及びセカンドストライクの主人公。茶髪で髭が濃いイタリア人。クールで渋い性格な29歳。
イタリア・シチリア島・パレルモ出身。表向きにはミラノでレストランのシェフをしている。
NOCS（イタリア国家警察治安作戦中央部隊）の出身だが、実は内部抗争で壊滅したマフィアの名家の末裔である。
エヴァン・ベルナール／Evan Bernard
声（日本語／英語）：三浦祥朗／トラヴィス・ウィリンガム
『4』の2P側主人公。金髪のフランス人。25歳。
フランス・ルーアン出身。表向きの職業は鳶職だが、命綱をしないでいるらしい。
フランス海上憲兵隊出身・元海難救助隊員。大規模海難事故での実績が評価されてVSSEにスカウトされた。
相棒のジョルジョとのコンビ歴はまだ1年ほどで、彼をオッサン呼ばわりする軽い性格だが、信頼も寄せている。
ルーク・オニール／Luke O'Neil
声（日本語／英語）：大塚雄史郎／ドミニク・アレン
『5』の1P側主人公。
何事にも怖気づかないヤンチャな性格で、体を張ってミッションに挑む。
マーク・ゴダート／Marc Godart
声（日本語／英語）：角田真一／エリック・ケルソー
『5』の2P側主人公。
冷静沈着で無口だが、有言実行を貫く。無鉄砲なルークを抑える役目を担っている。
キャサリン・リッチ／Catherine "Cathy" Ricci
声（日本語／英語）：牛田裕子／Soness Stevens
『5』の後方支援担当兼ヘリコプター操縦士。メンバーの中で一番若い。
口うるさい性格で、多くのエージェントを困らせており､ロバートでさえ怯んでいる。最終ステージではヘリコプターでミサイルに突っ込み破壊し、そのまま海に墜落するが無事生還している。

### ワイルド・ドッグ
声（日本語／英語）：デイヴ・マロウ（『4』）、大塚雄史郎（『5』）／スコット・マカロック（『1』、『2』）、ビリー・ウェスト（『3』）、デイヴ・マロウ（『4』）、Bill Sullivan（『5』）
「山犬」という意味の暗号名を持つ素性が一切不明の凶悪犯（チャイニーズ系マフィア出身との噂がある）。外伝作品を除く、タイムクライシスシリーズの全作品に登場しているボスキャラクターである。「・」を付けずに「ワイルドドッグ」と表記されることもある。モーゼルC96など様々な武器を使用。彼の登場をアピールするBGMもある。
オールバックの黒髪に丸サングラス、茶色のロングトレンチコート、カッターシャツにネクタイを着用している。
老化のため『3』ではうっすらと白髪が、『4』では皺が見え始めている。『5』では赤いカッターシャツに黒いネクタイに黒のベストを着用。
CDドラマ『タイムクライシス〜3Dサウンドアンサンブル』によると、ワイルド・ドッグとリチャード・ミラーの間には何かしらの因縁がある。
『1』及びプロジェクトタイタンでは、「ワイルド・ドッグ」という傭兵部隊（実際は巨大犯罪組織）を率いていたが、リチャード・ミラーによって壊滅している。ワイルド・ドッグ自身も、リチャードの銃撃を受け、左手に持っていた爆破装置が起動して爆発する事故に巻き込まれた。プロジェクトタイタンでは乗っているヘリコプターをリチャードに狙撃され墜落、爆発に巻き込まれる。以降は企業や軍部などに傭兵として活動しているが、『1』の時から「ワイルド・ドッグを雇った者は、必ず不幸な目に遭う。」というジンクス（不吉な噂）があり彼を雇った組織の計画は必ず失敗し、組織は壊滅している。
『2』以降では、身体に改造手術を施して登場する（『1』ではラストボスだったが、『2』以降は最終セクションでの中ボス）。『5』では自身の部下を多く持ち、また大規模な工場も保有していることから再び組織を立て直して率いていることがわかる。
『3』、『4』家庭版のフルミッションモード、『5』の真の黒幕編では、彼の弟子であるワイルド・ファングが登場する。